# 正新輪胎

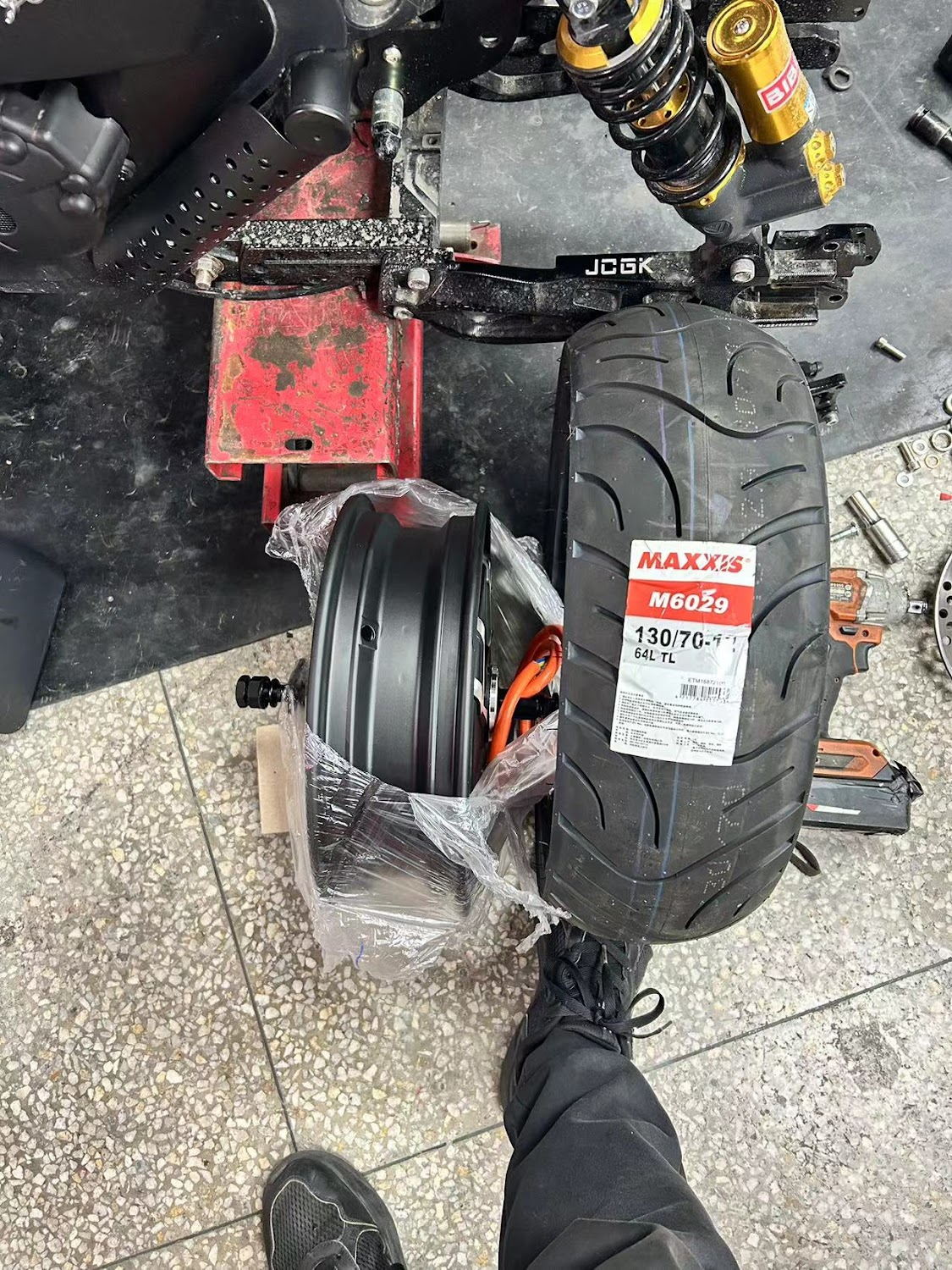
MAXXIS輪胎

正新輪胎，全稱正新橡膠工業股份有限公司，為臺灣最大的輪胎製造商，由羅結創辦於1969年，主要產品為人力車用內外胎、自行車內外胎、摩托車內外胎、ATV輪胎、農耕機和工業用車輪胎、卡車客車內外胎，以及轎車、輕型卡車、拖車（trailer）用的輻射層輪胎等。該公司在臺灣彰化縣境內設有五座生產工廠，並於中國大陸、泰國、越南、印度、印尼等地投資設立工廠，且先後在美國、加拿大、德國、日本、荷蘭等國家成立分公司，為佈局全世界之國際化企業。該公司與日本東洋輪胎有技術合作關係，並以「Cheng Shin」、「CST」、「MAXXIS」、「瑪吉斯」等品牌行銷全球。
2009年正新橡膠被天下雜誌評選臺灣千大製造業第40名，且至該年為止「MAXXIS瑪吉斯」品牌已連續七年蟬聯「臺灣十大國際品牌」。若以年度銷售額計算，2017年該公司在全世界排行第9名。2019年該公司在全世界排行第8名。

## 旗下事業單位與關係企業
- 臺灣：
  - 總公司/本廠
  - 臺北辦事處
  - 第二廠
  - 第三廠
  - 中庄廠
  - 洋新工業
  - 溪州廠
  - 斗六廠

- 中國大陸：
  - 欽州：廣西欽州正新實業有限公司
  - 昆山：正新橡膠（中國）有限公司
  - 昆山：昆山瑪吉斯輪胎有限公司
  - 廈門：廈門正新橡膠工業有限公司
  - 廈門：廈門正新海燕輪胎有限公司
  - 廈門：廈門正新實業有限公司
  - 廈門：正新（廈門）汽車國際文化中心有限公司
  - 廈門：正新（廈門）物流有限公司
  - 天津：天津大豐橡膠工業有限公司
  - 重慶：正新橡膠（重慶）有限公司
  - 漳州：正新（漳州）橡膠工業有限公司

- 全球：
  - MAXXIS Corporation Inc.
  - MAXXIS Trading Ltd.
  - MAXXIS Holdings （BVI） Co., Ltd.
  - MAXXIS International （Thailand） Co., Ltd.
  - Cheng Shin Rubber（Vietnam） Ind. Co., Ltd.
  - PT. Maxxis International Indonesia
  - Maxxis Rubber India Private Limited
  - MAXXIS Tech Center Europe B.V.
  - MAXXIS Europe B.V.
  - MAXXIS International Co., Ltd.
  - MAXXIS International （Hong Kong） Ltd.
  - CST Trading Ltd.
  - Cheng Shin International （Hong Kong） Ltd.
  - MAXXIS International MEXICO S. de R. L. de C. V.
  - MAXXIS International JAPAN 株式會社

## 公司沿革
- 1967年：向經濟部登記設立為有限公司，員工178人，資本額為新臺幣600萬元，生產自行車與摩托車內外胎，並取得CNS正字標誌認證合格。
- 1969年：12月19日改為股份有限公司，同年並與日本共和有限公司開始自行車輪胎的技術與業務合作關係。
- 1971年：取得美國運輸部DOT認證合格，員工人數增至600人。
- 1972年：位於彰化縣大村鄉黃厝村美港路215號的本廠完成建廠。
- 1974年：卡車、轎車用輪胎正式於6月投產。
- 1975年：員工人數增至1200人，並於美國洛杉磯設立辦事處。
- 1976年：大卡客車、輕型卡客車、轎車、農業與工業用車、摩托車等項目之內外胎獲得CNS正字標誌認證合格。
- 1977年：增設臺北辦事處，負責辦理外銷業務。
- 1980年：獲得經濟部核定為品管甲等工廠，員工人數增至2千2百人。
- 1981年：建立中庄廠，負責生產高階自行車輪胎。
- 1982年：與日本東洋輪胎簽訂技術合作合約。
- 1983年：年總營業額達新臺幣27億8百萬元，居全臺灣輪胎製造廠之冠。
- 1984年：自行車與摩托車內外胎取得日本工業規格（JIS）認證合格，轎車用鋼絲輻射層輪胎開始投產。
- 1987年：增建溪州廠，並於1988年日本東洋輪胎合資成立洋新工業公司，專門生產豐田汽車零件用防震橡膠。汽車、工業車輛、農耕機用之內外胎取得日本工業規格（JIS）認證合格，並於同年12月7日股票上市。
- 1988年：與日本共和有限公司於大阪成立正新輪胎販賣有限公司，以拓展外銷日本的渠道。並投資臺灣太平洋證券公司，開始多角化經營。
- 1990年：成立美國分公司，並投資三越紡織工業公司。
- 1991年：3月成立德國分公司，但於9月16日遷至荷蘭，並更名為正新橡膠（歐洲）股份有限公司；10月17日透過香港分公司轉投資成立廈門正新橡膠工業有限公司。
- 1992年：董事長羅結之二女婿陳榮華於8月1日上任總經理，撤銷正新橡膠（歐洲）股份有限公司。
- 1993年：透過英屬維京群島分公司間接投資成立正新橡膠（中國）有限公司；12月取得ISO-9001認可登錄。
- 1994年：獲得福特汽車Q1品質獎。
- 1996年：日本東洋輪胎投資正新橡膠（中國）有限公司，其股份占30%。另外，8月與該公司合資成立正東機械（昆山）有限公司。
- 1997年：取得QS 9000品質認證。
- 1998年：經子公司Maxxis International Co., Ltd.間接投資成立天津大豐橡膠工業有限公司；10月20日溪州廠獲得日本「全面生產保養TPM」第一類優秀獎。
- 1999年：成立美國技術中心。
- 2000年：獲得國家品質獎。
- 2001年：溪州廠再度獲得日本「全面生產保養TPM」第一類優秀獎。
- 2002年：瑪吉斯輪胎獲得美國富比世雜誌評選為該年度全球優良經營企業獎；11月1日間接投資成立廈門正新海燕輪胎有限公司；12月31日成立泰國分公司。
- 2003年：獲經濟部評選為「臺灣十大國際品牌」，此後連續八年蟬聯該獎項。
- 2006年：成立越南分公司。
- 2009年：12月16日承購日本東洋輪胎持有正新橡膠（中國）有限公司之22.36%股權。
- 2010年：以10億美元間接投資成立正新橡膠（重慶）有限公司[2]。同年另在臺灣雲林科技工業區竹圍子園區投資新台幣100億元，分兩期興建廠房，而第一期預計在2011年8月完工生產。
- 2014年：5月發生越南排華暴動，越南工廠受到波及而暫時停工[3]。
- 2019年：正新創辦人羅結於3月15日辭世，享壽93歲。

## 內部連結
- 創辦人：羅結

## 外部連結
- 正新橡膠 （页面存档备份，存于）
- 瑪吉斯輪胎 （页面存档备份，存于）
- 廈門正新橡膠 （页面存档备份，存于）